# Тринити (Тексас)
Тринити (енгл. Trinity) град је у америчкој савезној држави Тексас. По попису становништва из 2010. у њему је живело 2.697 становника.

## Демографија
Према попису становништва из 2010. у граду је живело 2.697 становника, што је 24 (0,9%) становника мање него 2000. године.
| Група             | 2000.         | 2010.         |
| Белци             | 1.463 (53,8%) | 1.305 (48,4%) |
| Афроамериканци    | 922 (33,9%)   | 765 (28,4%)   |
| Азијати           | 13 (0,5%)     | 16 (0,6%)     |
| Хиспаноамериканци | 297 (10,9%)   | 556 (20,6%)   |
| Укупно            | 2.721         | 2.697         |